# Large Marge
«Large Marge» (с англ. — «Большая Мардж») — четвёртый эпизод четырнадцатого сезона мультсериала «Симпсоны». Впервые вышел в эфир 24 ноября 2002 года.

## Сюжет
Мардж по ошибке посчитала, что Гомер флиртует с двумя женщинами когда он красил дома для нуждающихся(на самом деле он просто показал Лендси и Куки как ему повезло с Мардж, а сама Мардж случайно увидела "красование тела" этим дамочкам, а он просто показал как Мардж рожала Барта). Считая себя более непривлекательной, она решается на операцию по откачиванию лишнего жира. Однако ей по ошибке увеличивают грудь. Доктор ей говорит, что может убрать имплантаты через 48 часов.
Поначалу Мардж не может привыкнуть к новой груди, но вскоре благодаря ей она становится любимицей всех жителей Спрингфилда и моделью, вместе с тем обеспечив популярность и семье.
Тем временем Барт и Милхаус в результате очередной проделки случайно настраивают народ на мысль о том, что выходки малолетних хулиганов являются примером дурного влияния клоуна Красти. Его шоу подвергается сильной цензуре, что плохо отражается на симпатии зрителей, и друзья решают помочь ему восстановить былую славу.
На выставке, куда Мардж приглашена в качестве модели, Барт задумывает сцену спасения Милхауса от слона, после которой Красти был бы оправдан публикой. Однако Красти забывает кодовую-фразу, от которой слон притворяется мёртвым и хочет проглотить Барта, Милхауса и Гомера (который бросился спасать ребят).
Мардж, попрося Лизу не осуждать её, обнажает грудь при всей выставке, в том числе полиции, которые собирались стрелять в слона. Красти в восторге от «зрелища» сразу вспоминает фразу-пароль, от которой слон падает, и тем самым всех «спасает». Фотографии Мардж печатают в местной газете. Мардж делает операцию по восстановлению нормального размера груди.